# 이찬협
이찬협(2001년 2월 21일 ~ )는 대한민국의 축구 선수로, 포지션은 윙어이다. 현재 K리그2 천안 시티 FC 소속이다.